# Kauern
Kauern település Németországban, azon belül Türingiában. Lakosainak száma 459 fő (2023. december 31.).

## Népesség
A település népességének változása:
| Lakosok száma | 393  | 409  | 428  | 427  | 459  |
|               | 2017 | 2019 | 2021 | 2022 | 2023 |